# Trichocentrum panduratum
Trichocentrum panduratum är en orkidéart som beskrevs av Charles Schweinfurth. Trichocentrum panduratum ingår i släktet Trichocentrum och familjen orkidéer. Inga underarter finns listade i Catalogue of Life.